# 椎野英之
椎野 英之（しいの ひでゆき、1924年9月9日 - 1976年12月2日）は、日本の映画プロデューサー、実業家である。日本映画テレビプロデューサー協会事務局長、東宝映画常務取締役を歴任した。東京都出身。

## 人物・来歴
19443年に文学座に入団。終戦の年に明治大学を卒業し時事新報の記者として入社。文化・社会・政治を中心に活躍。1950年に菓子店を経営し1951年に「雲の会」発行の雑誌『演劇』の編集者となる。1952年に東宝撮影所に入社。文芸部を経て、1960年に東京映画に移籍し、佐藤一郎製作のもと、川島雄三監督の映画『赤坂の姉妹 夜の肌』で「企画」としてクレジットされる。翌1961年（昭和36年）には、永島一朗と連名で、女優・田中絹代の監督作品『女ばかりの夜』で「製作」にクレジットされる。
1971年（昭和46年）、稲垣俊監督作品『刑事物語 兄弟の掟』以降、俳優座映画放送との提携作品を手がけ始める。同年の日本コロムビア（現在のコロムビアミュージックエンタテインメント）と東京映画との提携作品『ひばりのすべて』、『女の花道』を最後に、同年に設立された東宝映画に活動母体を移す。のちに同社の常務取締役に就任する。
1972年（昭和47年）、『忍ぶ川』の監督に熊井啓を起用、以降、5本の熊井作品を世に出す。
1976年（昭和51年）、日本映画テレビプロデューサー協会事務局長として同協会の社団法人化に尽力する。同年、俳優座映画放送製作の熊井監督の映画『日本の熱い日々 謀殺・下山事件』の企画を開始したが、労働組合との団体交渉中に倒れ、同年12月2日、同作の完成を見ずに死去した。満51-50歳没。
椎野が取り組んだ日本映画テレビプロデューサー協会の社団法人化は、同年同月23日、認可が下り、同年10月23日にさかのぼって設立された。翌1977年（昭和52年）、エランドール賞でエランドール協会賞を受賞した。『日本の熱い日々 謀殺・下山事件』は、椎野の遺志を継ぎ、1981年（昭和56年）に完成、同年11月7日に松竹配給により公開された。同年に向田邦子が講談社から上梓した短篇集『夜中の薔薇』に椎野をモデルにした人物が登場する。

## フィルモグラフィ
特筆以外は東京映画製作、東宝配給作品。
- 『赤坂の姉妹 夜の肌』 : 監督川島雄三、1960年
- 『女ばかりの夜』 : 監督田中絹代、1961年
- 『地獄の饗宴』 : 監督岡本喜八、1961年
- 『花影』 : 監督川島雄三、1961年
- 『はぐれ念仏 歓喜まんだら』 : 監督佐伯幸三、1962年
- 『娘と私』 : 監督堀川弘通、1962年
- 『青べか物語』 : 監督川島雄三、1962年
- 『ぶらりぶらぶら物語』 : 監督松山善三、1962年
- 『喜劇 とんかつ一代』 : 監督川島雄三、1963年
- 『白と黒』 : 監督堀川弘通、1963年
- 『みれん』 : 監督千葉泰樹、1963年
- 『われ一粒の麦なれど』 : 監督松山善三、1964年
- 『甘い汗』 : 監督豊田四郎、1964年
- 『最後の審判』 : 監督堀川弘通、1965年
- 『四谷怪談』 : 監督豊田四郎、1965年
- 『花のお江戸の法界坊』 : 監督久松静児、1965年
- 『喜劇 各駅停車』 : 監督井上和男、1965年
- 『六條ゆきやま紬』 : 監督松山善三、1965年
- 『喜劇 仰げば尊し』 : 監督渋谷実、1966年
- 『千曲川絶唱』 : 監督豊田四郎、1967年
- 『続・名もなく貧しく美しく 父と子』 : 監督松山善三、1967年
- 『その人は昔』 : 監督松山善三、1967年
- 『君に幸福を センチメンタル・ボーイ』 : 監督丸山誠治、1967年
- 『女と味噌汁』 : 監督五所平之助、1968年
- 『ドリフターズですよ!盗って盗って盗りまくれ』 : 監督渡辺祐介、東京映画・渡辺プロダクション、1968年
- 『日本の青春』 : 監督小林正樹、1968年
- 『北穂高絶唱』 : 監督沢島忠、1968年
- 『にっぽん親不孝時代』 : 監督山本邦彦、1968年
- 『ザ・テンプターズ 涙のあとに微笑みを』 : 監督内川清一郎、1969年
- 『津軽絶唱』 : 監督岡本愛彦、1969年
- 『御用金』 : 監督五社英雄、フジテレビジョン・東京映画、1969年
- 『ボルネオ大将 赤道に賭ける』 : 監督沢島忠、1969年
- 『栄光への反逆』 : 監督中平康、東宝、1970年
- 『真剣勝負』 : 監督内田吐夢、東宝、1971年
- 『刑事物語 兄弟の掟』 : 監督稲垣俊、俳優座映画放送、1971年
- 『幻の殺意』 : 監督沢島忠、コマ・プロ、1971年
- 『いのちぼうにふろう』 : 監督小林正樹、東宝・俳優座映画放送、1971年
- 『出所祝い』 : 監督五社英雄、1971年
- 『ひばりのすべて』 : 監督井上梅次、東京映画・日本コロムビア、1971年
- 『女の花道』 : 監督沢島忠、東京映画・日本コロムビア、1971年
- 『忍ぶ川』 : 監督熊井啓、俳優座・東宝、1972年
- 『湯けむり110番 いるかの大将』 : 監督井上和男、1972年
- 『忍ぶ糸』 : 監督出目昌伸、東宝映画・俳優座、1973年
- 『喜劇 黄綬褒章』 : 監督井上和男、1973年
- 『朝やけの詩』 : 監督熊井啓、俳優座・東宝、1973年
- 『日本侠花伝』 : 監督加藤泰、東宝映画、1973年
- 『サンダカン八番娼館 望郷』 : 監督熊井啓、東宝・俳優座映画放送、1974年
- 『北の岬』 : 監督熊井啓、東宝・俳優座映画放送、1976年
- 『スリランカの愛と別れ』 : 監督木下恵介、東宝映画・俳優座映画放送、1976年
- 『喜劇 百点満点』 : 監督松林宗恵、東宝映画、1976年
- 『あにいもうと』 : 監督今井正、東宝映画、1976年
- 『恋の空中ぶらんこ』 : 監督松林宗恵、東宝映画、1976年 - 製作協力
- 『日本の熱い日々 謀殺・下山事件』 : 監督熊井啓、俳優座映画放送、1981年 - 遺作